# اسم من تاریکیه
«اسم من تاریکیه» (به انگلیسی: My Name Is Dark) ترانه‌ای از موسیقی‌دان کانادایی گرایمز می‌باشد که در ۲۹ نوامبر سال ۲۰۱۹ به‌عنوان سومین تک‌آهنگ پنجمین آلبوم استودیویی وی تحت عنوان خانم انتروپوسن منتشر گردید، و در اصل «مواد به درد همین می‌خورند» (به انگلیسی: That's What the Drugs are For) نام گرفته بود.